# 1200 en santé et médecine
| Années de la santé et de la médecine : 1197 - 1198 - 1199 - 1200 - 1201 - 1202 - 1203    |
| Décennies de la santé et de la médecine : 1170 - 1180 - 1190 - 1200 - 1210 - 1220 - 1230 |

Cet article présente les faits marquants de l'année 1200 en santé et médecine.

## Événements

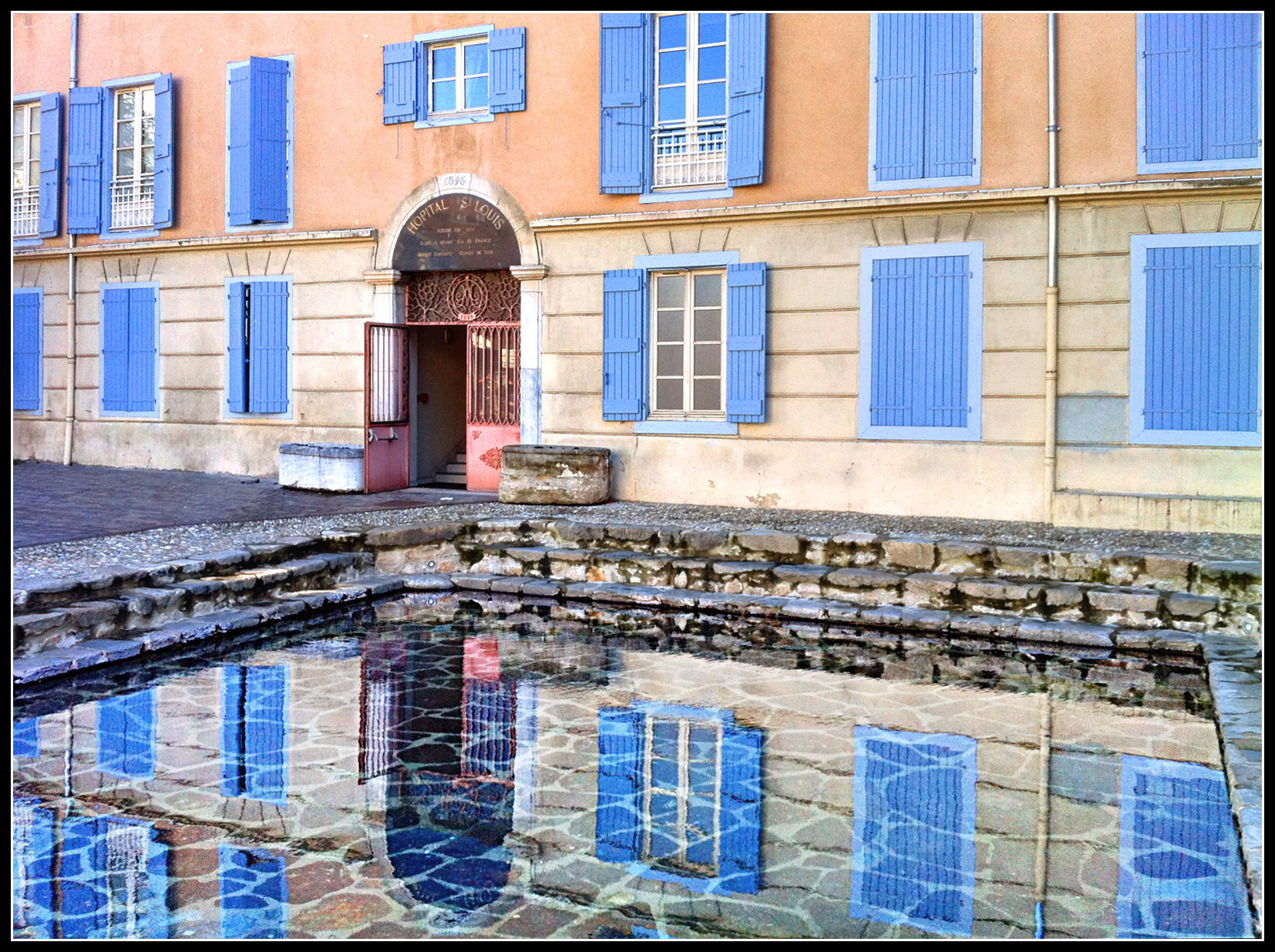
Ax-les-Thermes
Le bassin des ladres
devant l'hôpital Saint-Louis

- 15 janvier : une charte du roi Philippe Auguste accorde à la communauté des maîtres et écoliers de Paris le for ecclésiastique, acte qui peut-être tenu pour fondateur de l'université de Paris.
- 7 février et 5 mai : le roi Jean sans Terre accorde une foire annuelle, à la fin de la Pâque, aux lépreux de la léproserie de Carentan, en Normandie[1], et une autre, le jour de la Saint-Gilles, à ceux de la léproserie de Néhou fondée avant le règne de Philippe-Auguste par Richard de Vernon[2].
- Les frères de l'ordre de la Très-Sainte-Trinité et de la Rédemption des captifs ou ordre des Trinitaires s'établissent à Châlons, en Champagne, « où l'évêque Rotrou du Perche les charge de s'occuper des pauvres et des malades[3] ».
- Vers 1200 :
  - Fondation de l'hospice Sainte-Catherine de Lyon, destiné à recevoir les orphelines, et qui sera placé en 1531 sous la juridiction de l'Aumône générale[4].
  - Création, à Ax-les-Thermes, dans le comté de Foix, d'un bassin des ladres (« des lépreux ») auprès duquel le roi Saint Louis fera construire en 1260 un hôtel-Dieu, ancêtre de l'hôpital actuel[5].
- 1200 ou 1205 : à Caudebec, en Normandie, fondation par Richard de Villequier d'un hospice dédié à saint Julien[6],[7],[8].

## Personnalité
- Vers 1200 : fl. Rebecca de Guarna, femme médecin et chirurgienne italienne, autrice de divers ouvrages, sur l'urine (De urinis), la fièvre (De febris) ou l'embryon (De embrione[9]).

## Décès
- Mkhitar de Her (né en 1110, 1118 ou 1120), médecin, physiologiste  et astronome arménien qui « peut être considéré comme le chef de file de l'école médicale arménienne du XIIe siècle[10],[11] ».
- Liu Wansu (né en 1120), médecin chinois, fondateur de l'« école du froid et du frais[12] ».
- 1200 ou 1201 : Ibn al-Jawzi (né entre 1112 et 1116), savant et polygraphe irakien, auteur d'ouvrages sur la médecine, dont le Manafi etthobb (« Utilités de la médecine[13] »).